# Antioksidansi
Antioksidansi su molekule sposobne za sprječavanje oksidacije drugih molekula. Oksidacija je kemijska reakcija u kojoj dolazi do prijenosa elektrona ili vodika sa supstance na oksidativni agens, kojom mogu nastati slobodni radikali. Oni mogu započeti lančanu reakciju, a kada dođe do lančane reakcije u stanici, može biti prouzročena šteta ili može doći do njenog uništenja.  
Iako su reakcije oksidacije neophodne za život, jednako tako mogu biti i štetne. U biljnom i životinjskom svijetu nalazimo čitav niz različitih vrsta antioksidansa. Neki od njih su vitamin C, vitamin E, polifenoli i flavonoidi. Čak i enzimi kao što su katalaza i superoksid dismutaza (SOD) spadaju u red antioksidansa.

## Oksidativni stres i slobodni radikali
Uz pojam antioksidansa često se vezuju i pojmovi oksidativni stres i slobodni radikali. Današnji način života, koji podrazumijeva velika mentalna opterećenja, nedovoljne količine sna, jednoličnu prehranu i uživanje prekomjernih količina alkohola, kave i cigareta, uvelike doprinosi povećanju oksidativnog stresa u našem organizmu.

## Upotreba antioksidansa
Antioksidansi su široko rasprostranjeni u industriji dodataka prehrani čiji je cilj prevencija različitih bolesti, od srčanih oboljenja pa sve do liječenja različitih vrsta raka. Iako su početna istraživanja utjecaja antioksidansa u dodacima prehrani na prevenciju i liječenje raznih vrsta oboljenja dala pozitivne rezultate, pretjerana upotreba može imati štetan utjecaj na zdravlje. Osim u farmaceutskoj industriji, antioksidanse koriste i kao konzervanse u prehrambenoj i kozmetičkoj industriji u svrhu dulje trajnosti proizvoda.

## Vanjske poveznice
- Antioksidansi u hrani, eHrana